# Vitellozzo Vitelli
Vitellozzo Vitelli, italijanski kondotjer, * 1458, † 31. december 1502.
Vitellozzo Vitelli je bil rojen leta 1458 v italijanskem mestu Città di Castello. Svoje prve izkušnje na vojaškem področju je pridobil v vrstah kondotjerja Gentile Virginio Orsini. Za tem se je boril za številne italijanske mestne državice, in ker se je v bojih skupaj s svojima bratoma Paolom in Camillom dobro izkazal (tudi v spopadu proti številčnejšemu nasprotniku), je hitro postal znan in izkušen kondotjer. Udeležen je bil v bojih med Piso in Firencami, do katerih je zaradi bratove smrti gojil veliko sovraštvo.
Bil je tudi v službi Cesareja Borgije, t.i. "Il Valentino". V Rim je tako prispel na čelu velikega števila plačancev, ki jih je za tem v mestu Orvieto sprejel škof Giorgio della Rovere. Za obleganje mesta Viterbo so mu gibelini dali 10.000 dukatov, po zmagi pa je skupaj s vojnim plenom imel do 50.000 dukatov. Za tem se je na ukaz Cesareja Borgije osredotočil na osvojitev mesta Faenza. V težkem obleganju je bil Vitelozzo ranjen in se bil večkrat primoran umakniti. Faenze so padle leta 1501. 
Da bi maščeval bratovo smrt je pustošil je po Toskani, dokler ga ni k orožju ponovno pozval Cesare Borgija. Zaradi naraščajoče moči in vpliva slednjega se je s časom začel bati za svoje imetje, zato se je skupaj s svojimi sokondotjerji zatekel na grad Magione, kjer koval zaroto proti Valentinu. Kljub bolezni začne z uporom, napade Urbino ter tam obesi številne uradnike družine Borgija. Bije bitko pri Calmazzu in zmaga. Potem pa jim je Valentin obljubil mir in jih 31, decembra 1503 povabil na gostijo, kjer oba kondotjera (Vitelozzo Vitelli in Oliverotto Euffreducci (Oliverotto da Fermo)) zadavi kondotjer Micheletto Corella.
Temu dogodku in Vitellozzovi smrti je italijanski pisatelj Niccolò Machiavelli posvetil delo "Descrizione del modo tenuto dal Duca Valentino nello ammazzare Vitellozzo Vitelli, Oliverotto da Fermo, il Signor Pagolo e il duca di Gravina Orsini".